# Saint-Pierre-d'Entremont (Savoie)
Pour les articles homonymes, voir Saint-Pierre-d'Entremont.
Ne doit pas être confondu avec Saint-Pierre-d'Entremont (Isère).
Saint-Pierre-d'Entremont est une commune française située dans le département de la Savoie, en région Auvergne-Rhône-Alpes.

## Géographie
Située sur une des rives du Guiers Vif, Saint-Pierre-d'Entremont est une commune de moyenne montagne. Ses plus hauts sommets culminent à plus de 1 800 mètres d'altitude. Son bourg se développe en fond de vallée (650 mètres d'altitude) en prolongement de celui de la commune voisine et homonyme située en Isère. La route principale du village est la route départementale 912. La commune est entourée au nord-ouest par les sommets de Roche Veyrand et du roc de Gleisin. Le village se situe également entre les montagnes du Grand Som et de la Dent de l'Ours à l'ouest et des Lances de Malissard à l'est.

## Urbanisme

### Typologie
Au 1er janvier 2024, Saint-Pierre-d'Entremont est catégorisée commune rurale à habitat dispersé, selon la nouvelle grille communale de densité à sept niveaux définie par l'Insee en 2022.
Elle est située hors unité urbaine. Par ailleurs la commune fait partie de l'aire d'attraction de Chambéry, dont elle est une commune de la couronne,. Cette aire, qui regroupe 115 communes, est catégorisée dans les aires de 200 000 à moins de 700 000 habitants,.

### Occupation des sols
L'occupation des sols de la commune, telle qu'elle ressort de la base de données européenne d’occupation biophysique des sols Corine Land Cover (CLC), est marquée par l'importance des forêts et milieux semi-naturels (78,7 % en 2018), en diminution par rapport à 1990 (79,7 %). La répartition détaillée en 2018 est la suivante :
forêts (72,9 %), prairies (19,9 %), espaces ouverts, sans ou avec peu de végétation (3,3 %), milieux à végétation arbustive et/ou herbacée (2,6 %), zones urbanisées (1,4 %).
L'IGN met par ailleurs à disposition un outil en ligne permettant de comparer l’évolution dans le temps de l’occupation des sols de la commune (ou de territoires à des échelles différentes). Plusieurs époques sont accessibles sous forme de cartes ou photos aériennes : la carte de Cassini (XVIIIe siècle), la carte d'état-major (1820-1866) et la période actuelle (1950 à aujourd'hui).

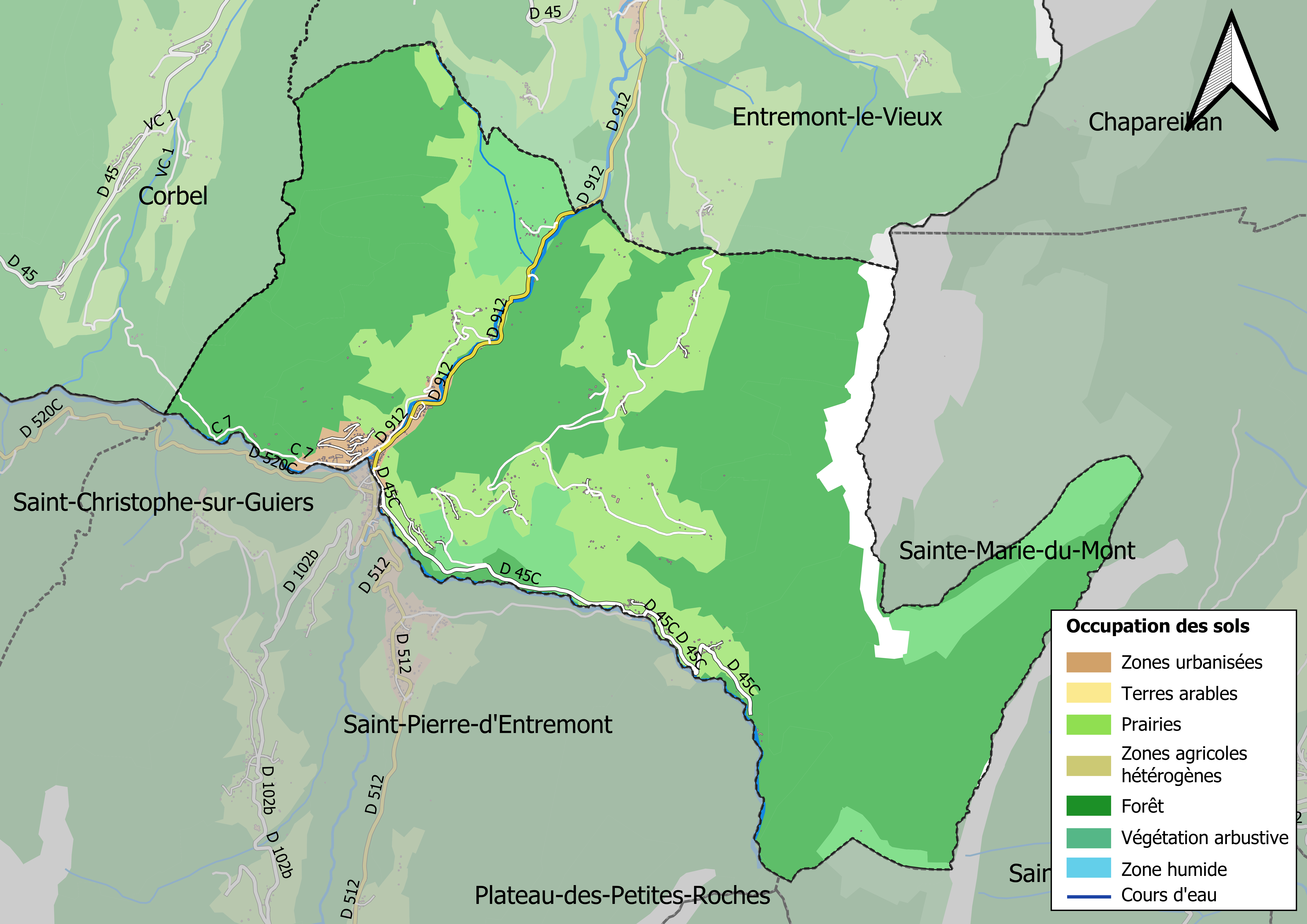
Carte des infrastructures et de l'occupation des sols en 2018 (CLC) de la commune.
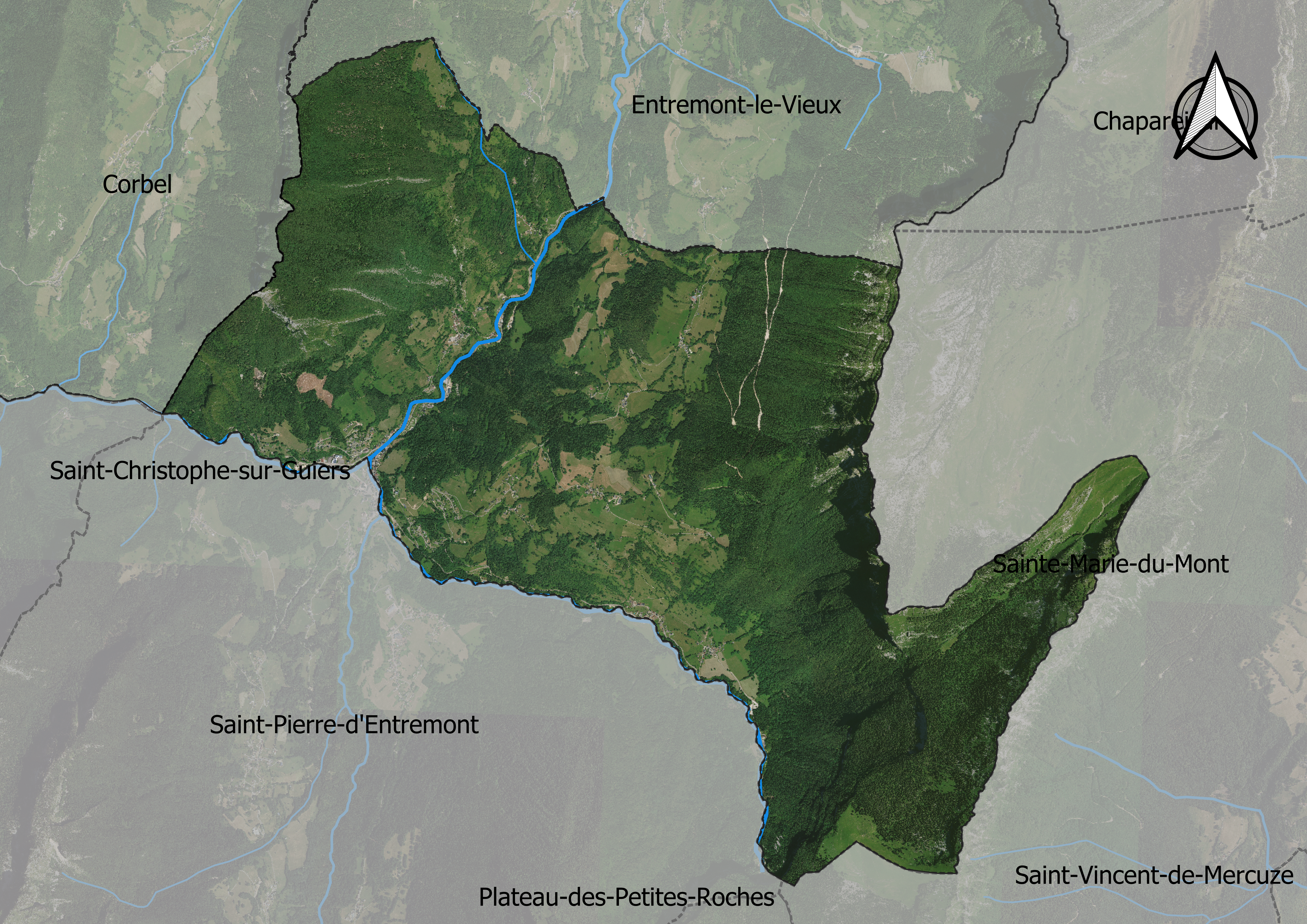
Carte orthophotogrammétrique de la commune.

## Toponymie
Les premières mentions de la paroisse remontent au XIIe siècle avec inter duos montes puis Ecclesia Sancti Petri inter montes dans le Cartulaire de Grenoble,. Le décanat de Savoie dépendait alors de l'évêché de Grenoble. La forme évolue, on trouve ainsi mentionné un certain Rodoulfus dominus Intermontium en 1273, ou encore le prieur, Prioratus Sancti Petri de Intermontilens, en 1414,. Plus tard, on trouve la forme d'Entremont-le-Neuf, ou encore Entremont le Jeune.
Le toponyme Saint-Pierre-d'Entremont est composé du nom du saint patron de la paroisse, l'apôtre Pierre, premier évêque de Rome, associé à la position topographique, « entre les montagnes »,. En effet, le village se situe entre les montagnes du Grand Som et de la Dent de l'Ours à l'ouest et des Lances de Malissard à l'est. Le toponyme est surnommé « le Neuf » par opposition au village d'Entremont-le-Vieux. En effet, en 1306, la famille d'Entremont doit céder son château vieux, situé à Entremont, en raison d'un acte de félonie envers le comte de Savoie, Amédée V, et doit transférer le centre de sa seigneurie dans un nouveau château appelé Château-Neuf d'Entremont ou d'Entremont-le-Jeune (Saint-Pierre-d'Entremont).
En francoprovençal, la commune s'écrit San Pirè selon la graphie de Conflans.

## Histoire
La paroisse de Saint-Pierre est rattachée à celle voisine de Saint-Pierre en Dauphiné.
Le village appartient, dès le XIe siècle, à la famille Montbel, qui possède le château d'Entremont, dit de la Teppe.
Au XIXe siècle, on présente le village comme pauvre et isolé, mais, vers la fin du XIXe siècle, on observe un essor considérable de l'industrie (notamment de gants). Au XXe siècle, le tourisme de la commune est à son apogée.
Un nouveau château a été construit par les Entremonts au sud du Guiers. En outre, la commune fut rattachée à la communauté de communes de la Vallée des Entremonts de 2002 à 2013. Depuis 2014, la commune est rattachée à la communauté de communes Cœur de Chartreuse. Depuis 2015, la commune est rattachée au canton du Pont-de-Beauvoisin.

## Politique et administration
| Période                                  | Période   | Identité           | Étiquette | Qualité |
| ---------------------------------------- | --------- | ------------------ | --------- | ------- |
| Les données manquantes sont à compléter. |           |                    |           |         |
| mars 2001                                | mars 2008 | René Teppet        | ...       | ...     |
| mars 2008                                | juin 2020 | Brigitte Bienassis | ...       | ...     |
| juin 2020                                | En cours  | Wilfried Tissot    | ...       | ...     |

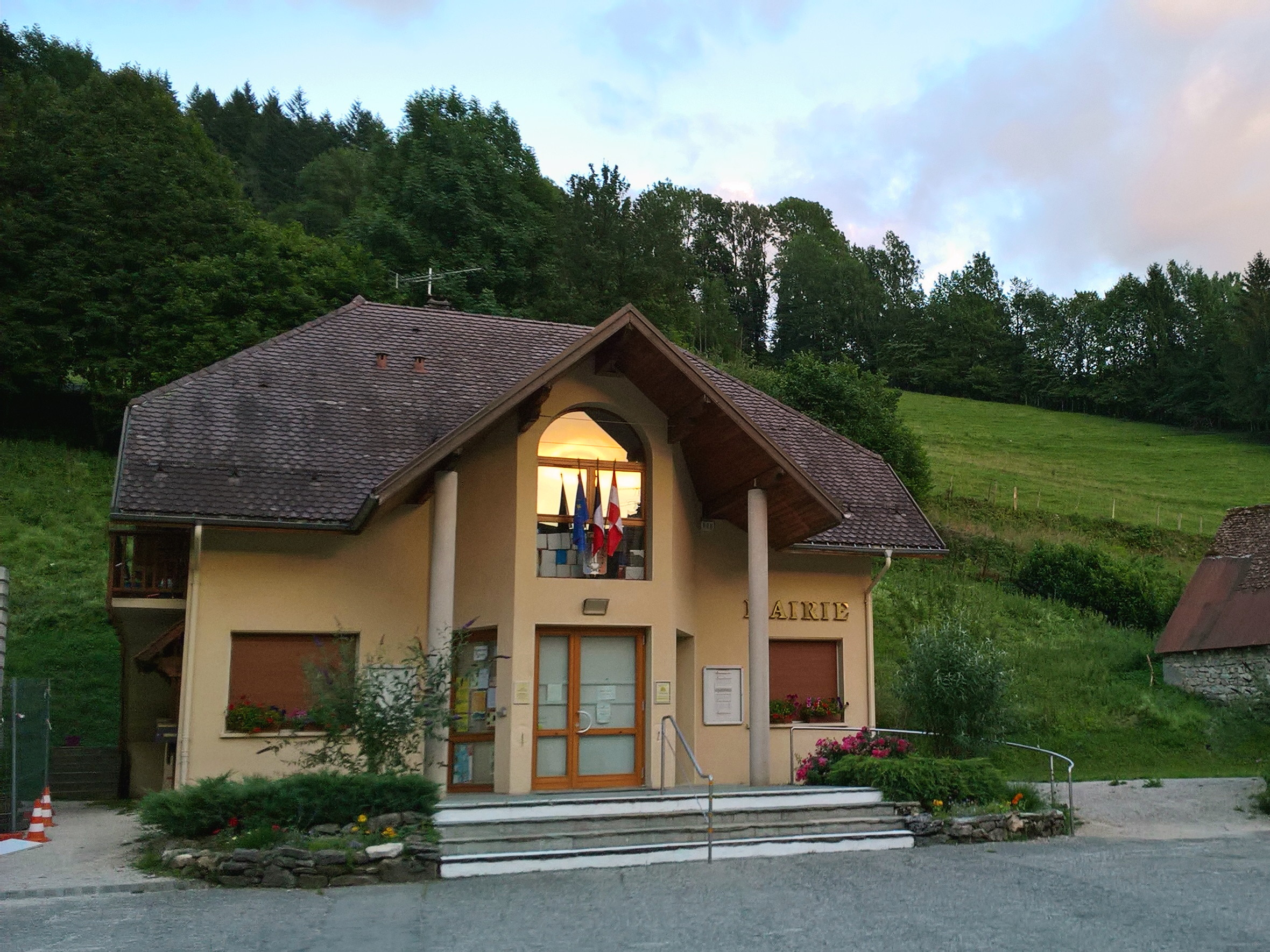
La mairie

La commune fait partie de la communauté de communes Cœur de Chartreuse, depuis le 1er janvier 2014.
Ci dessous la liste des maires depuis la création de la commune en 1861.
| Début de mandat | Fin de mandat | Prénom      | Noms       | nombre d'années          | nombre de mandats |
| 1861            | 1868          | François    | CLARET     | 8 ans                    | 2                 |
| 1868            | 1874          | Charles     | TEPPET     | 5 ans                    | 2                 |
| 1874            | 1876          | Charles     | FETAZ      | 3 ans                    | 1                 |
| 1876            | 1883          | Charles     | TEPPET     | 6 ans (11 ans au total)  | 3 (5 au total)    |
| 1883            | 1884          | Joseph      | CLARET     | 1 an                     | >1                |
| 1884            | 1888          | Jean-Pierre | GUIGUET    | 4 ans                    | 1                 |
| 1888            | 1896          | Charles     | FRANCILLON | 8 ans                    | 2                 |
| 1896            | 1901          | Eugène      | MONIN      | 4 ans                    | 1                 |
| 1901            | 1922          | Félix       | THIEVENAZ  | 21 ans                   | 5                 |
| 1922            | 1923          | Pierre      | THIEVENAZ  | 1 an                     | >1                |
| 1923            | 1933          | Alexis      | THIEVENAZ  | 10 ans                   | 3                 |
| 1933            | 1944          | Claudius    | MOLLARD    | 12 ans                   | 3                 |
| 1944            | 1946          | Joseph      | MONIN      | 2 ans                    | >1                |
| 1946            | 1959          | Claudius    | MOLLARD    | 13 ans (25 ans au total) | 2 (5 au total)    |
| 1959            | 1977          | Marcel      | GUIGUET    | 18 ans                   | 3                 |
| 1977            | 1995          | Lucien      | THONIEL    | 18 ans                   | 3                 |
| 1995            | 1997          | Candide     | DARDEL     | 2 ans                    | >1                |
| 1997            | 2008          | René        | TEPPET     | 10 ans                   | 3                 |
| 2008            | 2020          | Brigitte    | BIENASSIS  | 12 ans                   | 2                 |
| 2020            | -             | Wilfried    | TISSOT     | En cours                 |                   |

## Population et société
,Ses habitants sont les Semperreins,. Le site sabaudia.org donne la forme Samperreins, avec un a. Les habitants des Entremont sont également appelés les Entremondants.

### Démographie
L'évolution du nombre d'habitants est connue à travers les recensements de la population effectués dans la commune depuis 1793. Pour les communes de moins de 10 000 habitants, une enquête de recensement portant sur toute la population est réalisée tous les cinq ans, les populations de référence des années intermédiaires étant quant à elles estimées par interpolation ou extrapolation. Pour la commune, le premier recensement exhaustif entrant dans le cadre du nouveau dispositif a été réalisé en 2007.

En 2022, la commune comptait 404 habitants, en évolution de −8,39 % par rapport à 2016 (Savoie : +3,63 %, France hors Mayotte : +2,11 %).
| 1793 | 1800  | 1806  | 1822  | 1831  | 1838  | 1841  | 1848  | 1851  |
| ---- | ----- | ----- | ----- | ----- | ----- | ----- | ----- | ----- |
| 771  | 1 063 | 1 102 | 1 116 | 1 456 | 1 516 | 1 520 | 1 564 | 1 433 |

| 1858  | 1861  | 1866  | 1872  | 1876  | 1881  | 1886  | 1891  | 1896  |
| ----- | ----- | ----- | ----- | ----- | ----- | ----- | ----- | ----- |
| 1 269 | 1 161 | 1 126 | 1 127 | 1 188 | 1 138 | 1 073 | 1 054 | 1 023 |

| 1901  | 1906 | 1911 | 1921 | 1926 | 1931 | 1936 | 1946 | 1954 |
| ----- | ---- | ---- | ---- | ---- | ---- | ---- | ---- | ---- |
| 1 004 | 894  | 856  | 723  | 706  | 703  | 705  | 651  | 563  |

| 1962 | 1968 | 1975 | 1982 | 1990 | 1999 | 2006 | 2007 | 2012 |
| ---- | ---- | ---- | ---- | ---- | ---- | ---- | ---- | ---- |
| 503  | 505  | 440  | 459  | 443  | 478  | 416  | 422  | 421  |

| 2017 | 2022 | - | - | - | - | - | - | - |
| ---- | ---- | - | - | - | - | - | - | - |
| 457  | 404  | - | - | - | - | - | - | - |

### Enseignement
Saint-Pierre-d'Entremont est située dans l'académie de Grenoble.
Elle administre une école primaire constituée d'une école maternelle et d'une école élémentaire communales regroupant 107 élèves en 2014-2015.

### Médias
La commune est couverte par des antennes locales de radios dont France Bleu Pays de Savoie (diffusée sur 103,9 MHz) et Radio Couleur Chartreuse (diffusée sur 98,4 MHz ou 106 MHz).
La chaîne de télévision locale TV8 Mont-Blanc diffuse des émissions sur les pays de Savoie. L'émission La Place du village expose régulièrement la vie locale. France 3 et sa station régionale France 3 Alpes, peuvent également relater les faits de vie de la commune.
La presse écrite locale est représentée par des titres comme Le Dauphiné libéré.

### Sports
Il existe une via ferrata sur Roche Veyrand.
Le Tour de France est passé le 13 juillet 2012 par Saint-Pierre-d'Entremont par la RD 912.

### Santé
L'hopital public le plus proche se situe à Chambéry.

## Économie
Le commune fait partie de l'aire géographique de production et transformation du « Bois de Chartreuse », la première AOC de la filière Bois en France,.

## Culture locale et patrimoine

### Lieux et monuments

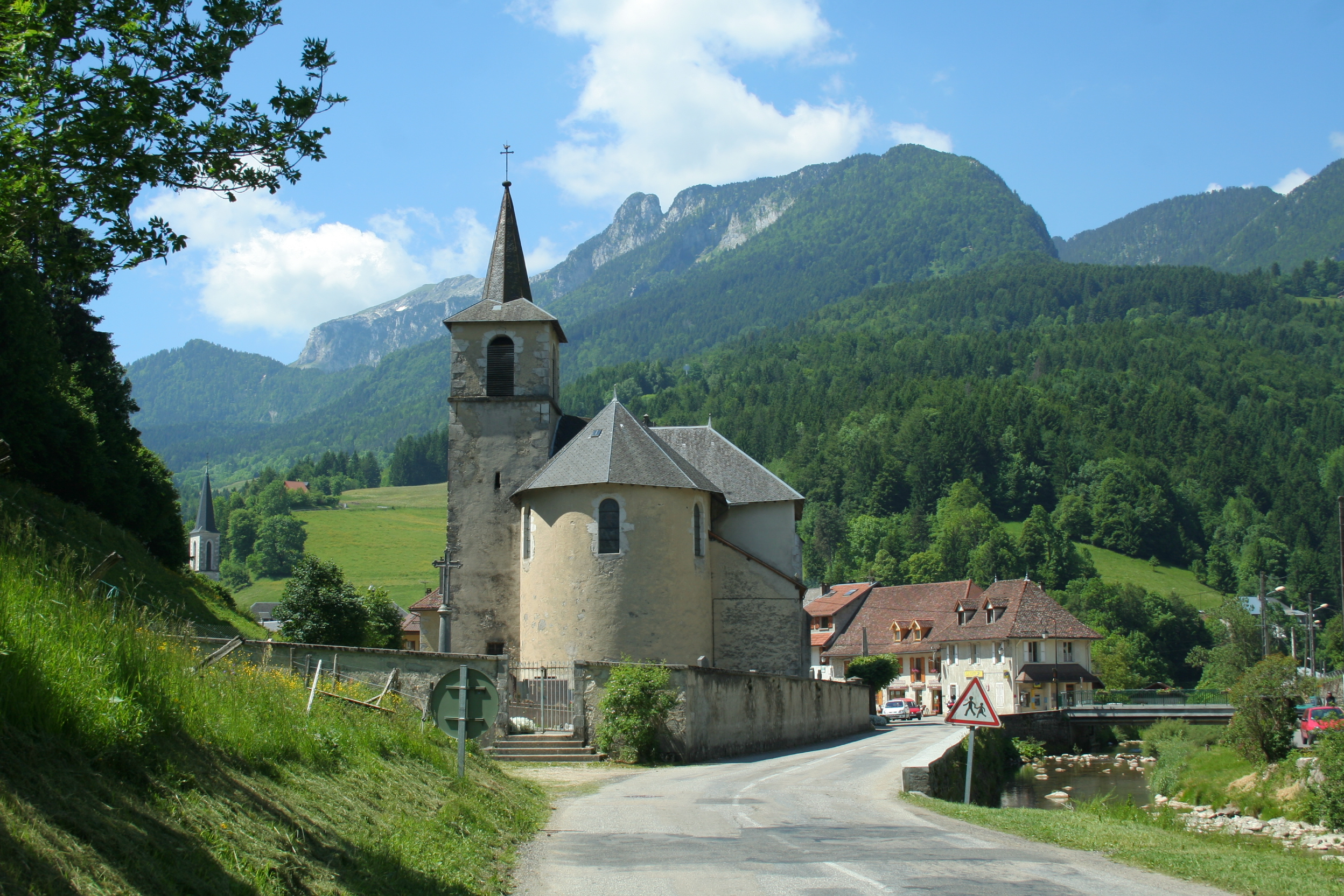
L'église.

- L'église Saint-Alexis date du XIXe siècle.
- L'ancienne chapelle des Dix-Mille-Martyrs : sa façade, datée du Moyen Âge, est classée monument historique depuis avril 1928[22].
- La tour d'Inferney (ou Infernet), datée de la fin du XVe siècle, est la tour d'angle d'une ancienne maison fortifiée aujourd'hui disparue et qui occupait sans doute une place stratégique en bordure du Guiers, verrouillant le passage entre Savoie et Dauphiné.
- La commune comprend également la Croix des Mille-Martyrs, ainsi que des vestiges néolithiques.
- Les ruines du château fort d'Entremont, dit de Montbel ou des Teppaz[23], mentionné en 1234[24]

### Patrimoine culturel
- La salle Notre-Dame consacrée au cinéma et au spectacle vivant a été construite par les paroissiens du village en 1938 ; entièrement équipée depuis 2008 (150 places), elle accueille d'une part des séances de cinéma (le samedi soir) grâce au partenariat établi dès 1991 avec Cinébus, cinéma itinérant des pays de Savoie classé « Art & essai » et d'autre part des saisons théâtrales (un spectacle professionnel tous les 2 mois) organisées par l'AADEC, l'association d'animation de la vallée des Entremonts, depuis 2002-2003.

### Patrimoine naturel
- On note la présence sur le territoire de la commune de la réserve naturelle nationale des Hauts de Chartreuse et du cirque de Saint-Même, site naturel protégé accueillant les sources du Guiers vif.
- La commune fait partie du parc naturel régional de Chartreuse.

### Personnalités liées à la commune
- Florentin Baffert (1886-1944), natif, enseignant (1903-1926) à Montevideo (Uruguay) puis à Santa-Rosa (Argentine) et à Villa Brea (Italie, 1921), supérieur des Frères de la Sainte-Famille (1933).
- Philippe Bron : Vainqueur du classement des bosses de la coupe du monde de ski acrobatique en 1984 et 1985[25], puis entraineur d'Edgar Grospiron notamment lors de sa médaille d'or aux Jeux olympiques d'hiver de 1992 à Albertville. Jeux olympiques où le ski de bosses fut officiellement considéré comme discipline olympique (hors démonstrations). Le « Bronco » est une figure de ski de bosses inventée par Philippe Bron, c'est une rotation de 360° avec un écart quand le skieur est dos à la pente. Le nom « Bronco » est composé du nom de son créateur « Bron » et de « co », contraction d'hélico ou d'hélicoptère, autre nom donné au 360° en ski de bosses.